# Lingwe uniwersala

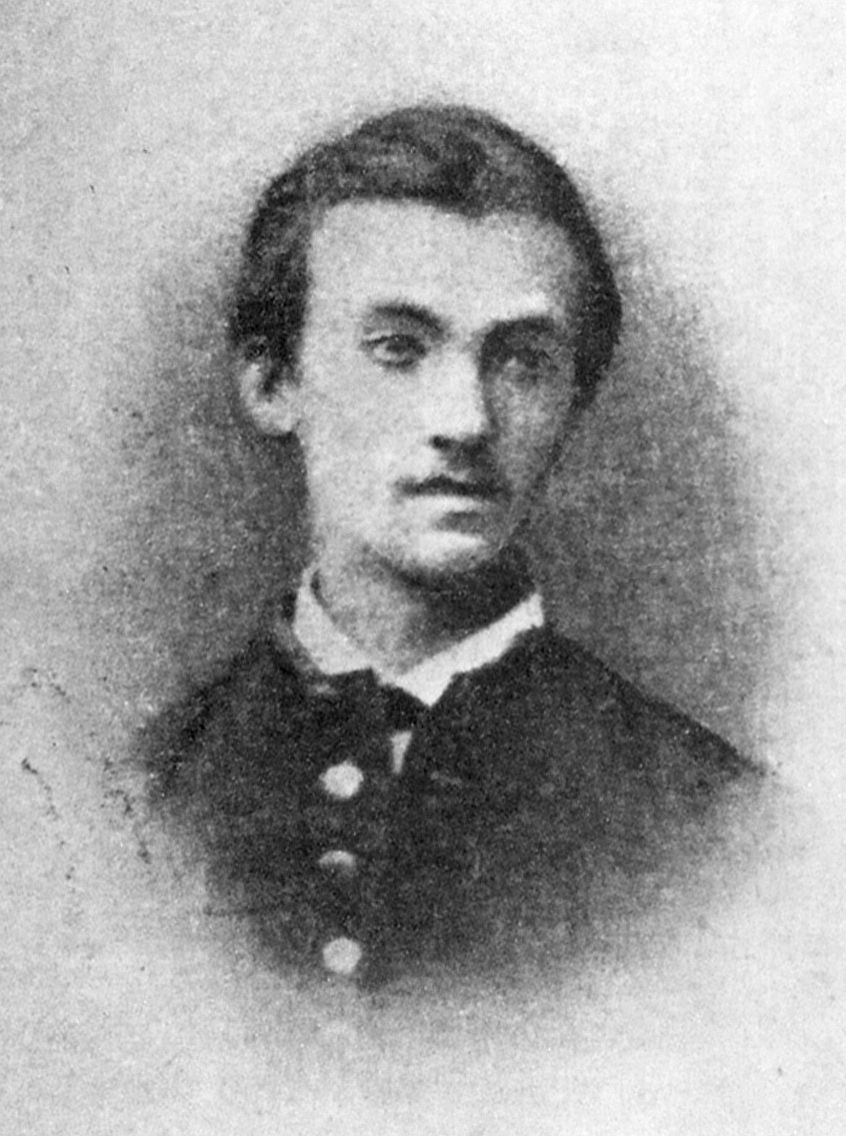
Louis-Lazare Zamenhof en 1879, année de son départ vers Moscou.

La Lingwe uniwersala est la première des deux langues créée par Louis-Lazare Zamenhof, avant qu’il ne crée l’espéranto.

## Histoire
Le 17 décembre 1878, Louis-Lazare Zamenhof, alors âgé de 19 ans et en 8e classe du gymnasium de Varsovie, convie des camarades de classe à fêter officiellement la naissance de la langue. Zamenhof leur présente des documents qu’il a écrits, dont un dictionnaire, une grammaire et des traductions,. À cette occasion, ils chantent l’hymne de la langue, dont les quatre premiers vers sont les suivants :
« Malamikete de las nacjes
Kadó, kadó, jam temp’ está!
La tot’ homoze in familje
Konunigare so debá. »
— Louis-Lazare Zamenhof, Letero pri la deveno de Esperanto

« Hostilité des nations,
Tombe, tombe, il est déjà temps
Toute l’humanité en une famille
Doit s’unir. »
— Maria Ziółkowska, Le Docteur Esperanto
Ce passage est restitué par Zamenhof en 1895 dans sa lettre à Nikolaï Afrikanovitch Borovko. Il constitue, avec le nom de la langue, la seule trace écrite sur la Lingwe uniwersala. Christer Kiselman note une divergence d’accentuation de la lettre a : bien que le texte originel utilise des accents aigus (está, debá), d’autres textes utilisent des accents graves (està, debà) ou aucun accent (esta, deba). Zamenhof donne, dans la lettre à Borovko, une traduction en espéranto, :
« Malamikeco de la nacioj
falu, falu, jam tempo estas!
La tuta homaro en familion
unuiĝi devas. »
— Louis-Lazare Zamenhof, Letero pri la deveno de Esperanto

## Étude de la langue
Malgré la petitesse du corpus, plusieurs textes proposent d’étudier les caractéristiques de la Lingwe uniwersala, dont le livre Lingvo kaj Vivo (eo) de Gaston Waringhien et l’article Variantoj de esperanto iniciatitaj de Zamenhof, de Christer Kiselman.
Pour Gaston Waringhien, la Lingwe uniwersala est basée sur trois principes qui se retrouvent également en espéranto : une grammaire le plus simple possible, des racines prises pour être internationales et une formation des mots par agglutination de racines invariables, d’affixes et de finales marquant la classe grammaticale. D’après lui, la différence entre la Lingwe uniwersala et l’espéranto est que Zamenhof a appliqué les deux premiers principes avec plus de rigueur dans la conception de la Lingwe uniwersala. Ce n’est que plus tard qu’il prendra en compte d’autres principes, comme la prosodie ou la clarté, qui vont parfois à l’encontre des trois premiers principes.

### Alphabet
L’hymne contient toutes les lettres de l’espéranto, à l’exception des lettres accentuées (ĉ, ĝ, ĥ, ĵ, ŝ, ŭ) et de la lettre v,. La langue comprend également d’autres lettres, absentes de l’alphabet de l’espéranto : ó et á (ou à) dans l’hymne, et w dans le nom de la langue. La lettre w remplace la lettre v. Il n’est pas possible de conclure que les lettres accentuées sont absentes de l’alphabet de langue.

### Prononciation
Pour Christer Kiselman, nous ne savons rien à propos de la prononciation. Toutefois, il est possible de faire plusieurs hypothèses.
La première hypothèse est que la prononciation des mots de l’hymne est plus ou moins comme en espéranto. Tous les phonèmes de l’espéranto, à l’exception de /t͡ʃ/, /d͡ʒ/, /x/, /ʒ/, /ʃ/, /w/ (correspondant respectivement aux lettres ĉ, ĝ, ĥ, ĵ, ŝ et ŭ), sont présents dans la Lingwe uniwersala. Le son /v/ est écrit en utilisant la lettre w, plutôt que la lettre v, comme c’est le cas en espéranto.
La deuxième hypothèse est que l’accent tonique des mots sans accent aigu tombe sur l’avant-dernière syllabe : malamikete, homoze, familje, konunigare,. Concernant les verbes au présent et à l’impératif, dont les lettres finales sont accentuées, si les accents aigus sont intentionnels, il est possible que leur accentuation soit portée sur la dernière syllabe : kadó, está, debá,.

### Étymologie
Les mots du corpus sont tous d’origine latine,. Pour les racines, Zamenhof a préféré cadere à l’allemand fallen, qui donne fali en espéranto, ou encore debere au français devoir, qui donne devi en espéranto. De plus, le suffixe -et-, utilisé dans malamikete, est plus proche du suffixe latin -it(as) que de l’italien -ezza, qui donne -ec- en espéranto. Enfin, la terminaison à l’infinitif -are est une généralisation de l’infinitif du premier groupe en latin.
Le choix de la transcription des racines en Lingwe uniwersala a été influencé par la recherche d’une prononciation internationale. L’utilisation de la lettre w pour noter le son /v/ semble être d’inspiration allemande ou polonaise. La forme familje, plutôt que familio en espéranto, permet, comme en latin familia, en allemand Familie ou en français famille, d’avoir un accent tonique sur la syllabe mi : familje. La forme nacje conserve l’accentuation du russe нация (nacija).
La Lingwe uniwersala est, comme l’espéranto, agglutinante. Ainsi, les mots sont formés par assemblage de morphèmes : mal-amik-et-e (mal-amik-ec-o en espéranto), hom-oz-e (hom-ar-o en espéranto), kon-un-ig-are (kun-unu-ig-i en espéranto).

### Classes grammaticales
Comme en espéranto, le fait de marquer les classes grammaticales par une même lettre finale est présent. Ainsi, la finale -e marque les substantifs singuliers (malamikete, homoze, familje). Le lettre -s est la marque du pluriel (nacjes). La lettre -a est la marque des adjectifs (uniwersala). Les pronoms personnels finissent en -o : so. C’est aussi le cas pour la conjugaison, qui ne semble admettre qu’une forme pour chaque temps : -á pour le présent (está, debá), -ó pour l’impératif (kadó) et -are pour l’infinitif (konunigare),.
Il existe également un article défini : la au singulier et las au pluriel, et un pronom : so.

### Accusatif
Il semble que, contrairement à l’espéranto, la Lingwe uniwersala soit dépourvue d’accusatif : la traduction en espéranto proposée par Zamenhof fait apparaitre deux mots à l’accusatif, marqué par la lettre -n (familion et sin). Toutefois, dans le texte en Lingwe uniwersala, il n’existe pas une telle marque de l’accusatif,.

### Élision
La lettre finale des substantifs et des adjectifs peut être élidée : temp’ et tot’.

### Pronoms
À ses débuts, l’espéranto possédait le pronom de la seconde personne du singulier ci. Toutefois, celui-ci a été supprimé au profit de l’unique pronom vi. Dans un réponse à une question concernant le pronom ci, parue dans La Revuo, Zamenhof écrit : « nous devrions par conséquent avoir un autre pronom de gentillesse (et ce type de pronom a effectivement existé en espéranto avant l’année 1878 ». Kiselman s’interroge sur la date 1878 : se pourrait-il que ce soit une erreur d’impression pour 1887 ? En effet, avant 1887, la langue de Zamenhof ne portait pas encore le nom d’« espéranto ». Toutefois, Kiselman met en avant que Zamenhof a expérimenté l’utilisation d’un tel pronom dans les versions antérieures à l’espéranto.